# Patto Segni
Il Patto di Rinascita Nazionale, meglio noto come Patto Segni, è stato un partito politico Italiano attivo dal novembre 1993 al 21 giugno 2003 guidato da Mariotto Segni.

## Storia

### Nascita

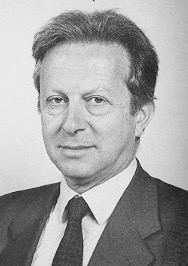
Mariotto Segni, fondatore e unico leader della formazione

A partire dal 1992, in tutto il Paese cresce l'aspettativa verso un totale cambiamento della classe dirigente e del quadro politico. Mariotto Segni, figlio dell'ex presidente della Repubblica Antonio Segni, si presenta come leader del movimento referendario per la nascita di un sistema elettorale maggioritario e, a tal fine, il 31 luglio promuove la nascita dei Popolari per la Riforma. Nel 1993 il movimento confluisce in Alleanza Democratica, un nuovo soggetto politico sorto con l'obiettivo di coalizzare le forze di centro-sinistra.
Nel 1993, tuttavia, Segni lascia AD e dà vita ad una nuova formazione di centro: il Patto Segni. In occasione delle elezioni politiche del 1994, il Patto stringe un accordo con il Partito Popolare Italiano di Mino Martinazzoli. Nasce così il Patto per l'Italia, coalizione guidata dallo stesso Segni. Aderiscono al progetto ex esponenti della Democrazia Cristiana, e da partiti di centro del vecchio Pentapartito. Significativa l'adesione di Vittorio Prodi (fratello di Romano Prodi), Novella Calligaris e la storica Gabriella Poma.
La coalizione si pone in antitesi sia allo schieramento di centro-sinistra dei Progressisti, guidati da Achille Occhetto, sia a quello di centro-destra del Polo delle Libertà, guidato da Silvio Berlusconi.
Prima delle elezioni il partito subisce una lieve scissione, quella di Adriano Teso e Carlo Usiglio: favorevoli ad un'alleanza con Berlusconi, essi costituiscono il Polo Liberal Democratico.

### Le elezioni del 1994
L'esito delle elezioni del 1994 vede la netta sconfitta dei partiti di centro. Il Patto Segni raggiunge il 4,3% dei voti; ottiene tredici deputati (tutti eletti nella quota proporzionale) e nessun senatore. Alla Camera sono eletti Mariotto Segni, Diego Masi, Antonino Mirone, Gianni Rivera, Alberto Michelini, Enrico Indelli ( moderati provenienti dalla DC), Giulio Tremonti (di area socialista liberale), Carla Mazzuca Poggiolini (di area repubblicana), Pietro Milio (di area liberal radicale), Elisa Pozza Tasca, Mario Soldani, Ernesto Stajano, Giuseppe Siciliani.
Il Patto Segni si colloca all'opposizione, tuttavia quattro deputati lasciano il partito e accordano la fiducia al governo: si tratta di Tremonti (che diverrà Ministro delle finanze), Michelini, Siciliani e Stajano.
Alle successive elezioni europee del 1994, il Patto ottiene 3 seggi: Mariotto Segni, Danilo Poggiolini, Livio Filippi. Tra i candidati, che tuttavia non risultano eletti, c'è la scrittrice Maria Antonietta Macciocchi.

### 1995: la scelta del centrosinistra e dell'Ulivo
In seguito alla caduta del primo governo Berlusconi, il Patto diede il sostegno al governo guidato da Lamberto Dini (1995-1996). Nel corso del 1995 il Patto si avvicinò al centro-sinistra dando il proprio sostegno alla nascente coalizione dell'Ulivo e a Romano Prodi. A novembre il segretario nazionale giovanile, Gian Piero Ventura Mazzuca, fondò a Firenze i "Giovani per l'Ulivo" con Prodi e Walter Veltroni.
Il movimento si federò con i Socialisti Italiani di Enrico Boselli e con Alleanza Democratica di Willer Bordon e diede vita al Patto dei Democratici.
In seguito però Segni denuncerà alcune prese di distanza nei confronti del progetto dell'Ulivo che egli intendeva come soggetto politico di centro, alleato con la sinistra rappresentata dal PDS e non invece come generica coalizione di centrosinistra.

### Le elezioni politiche del 1996: nel centrosinistra con Rinnovamento Italiano
Alle elezioni politiche del 1996 il partito si presentò nella quota proporzionale all'interno delle liste di Rinnovamento Italiano guidate da Lamberto Dini e nella parte maggioritaria dentro l'alleanza dell'Ulivo. Il leader Segni tuttavia scelse di non candidarsi e di dedicarsi di nuovo all'attività di docente universitario. Vengono eletti otto deputati (Diego Masi, Giuseppe Bicocchi, Elisa Pozza Tasca, Gianni Rivera, Antonino Mangiacavallo, Gianantonio Mazzocchin, Bonaventura Lamacchia, Paolo Manca) e un senatore (Carla Mazzuca Poggiolini).

### Rottura col centrosinistra, l'UDR e il centrodestra
Nel dicembre 1996 il partito riprese la propria autonomia rispetto a Rinnovamento Italiano, ma perse la gran parte dei suoi eletti. Lasciarono il gruppo di Dini soltanto tre deputati, Masi, Bicocchi e Pozza Tasca: essi aderirono al gruppo misto, all'interno del quale costituirono la componente del Patto Segni. In seguito Masi e Bicocchi aderirono all'Unione Democratica per la Repubblica di Francesco Cossiga, mentre Pozza Tasca passò a I Democratici; Masi e Bicocchi costituirono poi la componente del Patto Segni, Riformatori, Liberaldemocratici insieme agli ex radicali Marco Taradash e Giuseppe Calderisi, fuoriusciti da Forza Italia. Nel 2001, infine, Masi aderirà a Forza Italia.

### 1999: il referendum elettorale eL'Elefantinocon AN

Simbolo della lista elettorale Alleanza Nazionale - Patto Segni

Il "Patto" ritornò sulla scena nel 1999, quando propose un referendum per abolire la quota proporzionale del 25% che a quel tempo (fino alla nuova legge elettorale del dicembre 2005) esisteva nel sistema elettorale italiano: vincono i sì, ma per soli 150.000 voti il quorum non viene raggiunto.
Nello stesso anno, in occasione delle elezioni europee, il "Patto" strinse un accordo con Alleanza Nazionale presentando liste comuni (sotto le insegne di un elefantino, esplicito richiamo al Partito Repubblicano degli Stati Uniti d'America), ma la collaborazione, dopo il pessimo risultato (10% dei consensi), non fu destinata a continuare. Mariotto Segni fu comunque eletto all'europarlamento.

### Le politiche del 2001: i Riformatori Sardi e il Patto dei Liberaldemocratici
Alle elezioni politiche del 2001 il partito non si è presentato. Tuttavia, sotto le insegne dei Riformatori Sardi, viene eletto in Sardegna, col sostegno di tutta la coalizione di centro-destra, un deputato del movimento (Michele Cossa).
Il "Patto", pur sostenendo col suo unico deputato il governo Berlusconi, si è ritagliato una posizione di autonomia dai due schieramenti e si è riformato nel giugno 2003 dando vita al Patto Segni-Scognamiglio ("Il Patto - Partito dei Liberaldemocratici").
In occasione delle elezioni europee del 2004 racimola l'adesione di Carlo Scognamiglio, ex Presidente del Senato, e si presenta con la denominazione di Patto Segni-Scognamiglio. La sonora sconfitta (soltanto lo 0,5% dei consensi) non impedisce a Segni e Scognamiglio di continuare a coltivare l'idea di un partito liberaldemocratico e moderato alternativo alla sinistra ma diverso da Forza Italia.

## Risultati elettorali
| Elezione       | Elezione     | Voti                                   | %                                      | Seggi    |
| -------------- | ------------ | -------------------------------------- | -------------------------------------- | -------- |
| Politiche 1994 | Camera       | 1.811.814                              | 4,68                                   | 13 / 630 |
| Politiche 1994 | Senato       | Nel Patto per l'Italia                 | Nel Patto per l'Italia                 | -        |
| Europee 1994   | Europee 1994 | 1.073.424                              | 3,26                                   | 3 / 87   |
| Politiche 1996 | Camera       | In Rinnovamento Italiano               | In Rinnovamento Italiano               | 8 / 630  |
| Politiche 1996 | Senato       | Ne L'Ulivo                             | Ne L'Ulivo                             | 1 / 315  |
| Europee 1999   | Europee 1999 | Lista Alleanza Nazionale - Patto Segni | Lista Alleanza Nazionale - Patto Segni | 1 / 87   |
| Politiche 2001 | Camera       | Nella Casa delle Libertà               | Nella Casa delle Libertà               | 1 / 630  |
| Politiche 2001 | Senato       | Nella CdL                              | Nella CdL                              | -        |